# 玉米鬚
玉米鬚（Corn silk）是一種絲狀、光滑柔軟的纖維，來源是玉米的花柱與柱頭，每一根纖維都是由柱頭延長而成，底部都連接著一個胚珠。成熟時可長至30cm或更長，顏色呈淺綠色或是黃褐色。作為中藥材，於秋季收穫玉米時一同採收。

## 生長發育
玉米為雌雄同株，玉米的花最初生成時，所有花皆為雙性花，在花朵發育的過程當中，雄花的雌蕊與雌花的雄蕊會逐漸消失，最後發育成單性花。玉米鬚是由雌花穗上生長出來的柱頭，每一根玉米鬚都連接著一個胚珠，當玉米鬚授粉後，胚珠會受精並且發育成玉米粒。典型的玉米雌花穗最多可以長出1000個胚珠，但一般來說最後只能收穫400到600顆玉米粒。

### 生長與延長
技術上來說，當可見到第一根玉米鬚長出莢葉時，稱呼此階段為生長階段R1。玉米鬚從胚珠開始生長到進入R1階段，通常會花上10到14天，而從第一根玉米鬚長出莢葉，到所有玉米鬚完全長出莢葉，大約需要4到8天的時間生長。當玉米鬚長出莢葉後，在最初一到兩天，每天會生長約3.8公分，之後生長速度會逐漸減慢。玉米鬚的延長為細胞的增大，而非數量的增加，當所有細胞都生長達到最大時，玉米鬚的延長便會停止。如果玉米鬚沒有授粉的話，從莢葉中出現後大約10天便會停止生長；若是玉米鬚在其間捕捉到花粉並且成功授粉，則延長會暫時停止。

### 生長失敗

#### 嚴重乾旱

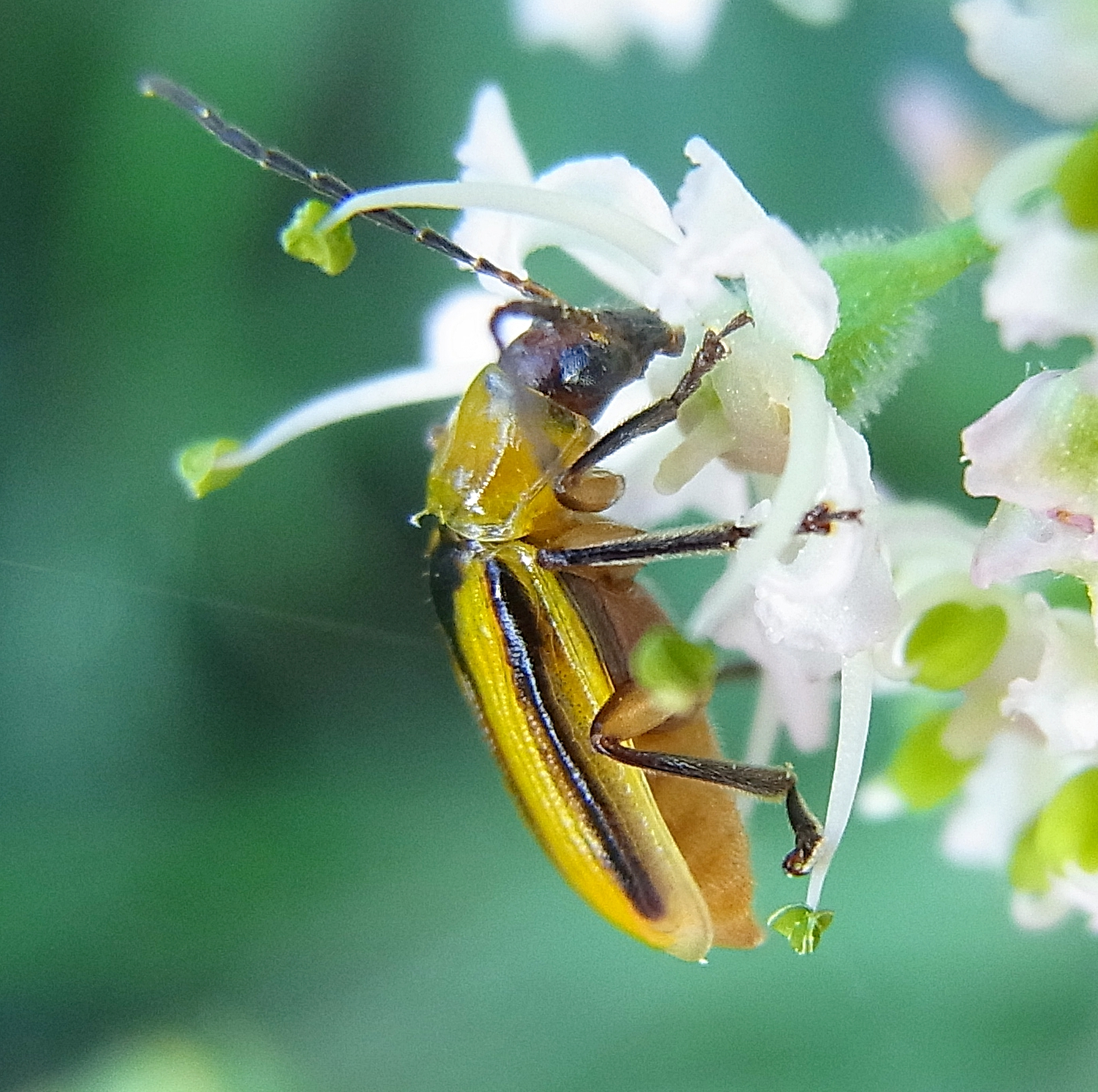
玉米根葉甲蟲

導致玉米鬚生長失敗的最普遍的原因是嚴重的乾旱壓力，玉米鬚在整株玉米當中，是含水量最高的組織，因此也是整株植物當中對於水分最為敏感的組織。嚴重的缺水會導致玉米鬚的生長減慢，造成玉米鬚生長延遲甚至失敗。一般來說，玉米鬚的生長會和花粉的掉落同步發生，所以當玉米鬚生長延遲過久，便有可能導致該花穗上的胚珠都無法順利授精發育。

#### 蟲害
主要由玉米根葉甲蟲（Diabrotica virgifera）與豆金龜（Popillia japonica）啃咬玉米鬚，造成授粉的機率下降。但因為玉米鬚在長出莢葉後，仍會持續生長延長，所以除非害蟲停留在玉米上連續許多天，否則很難會造成完全授粉失敗。

#### 玉米鬚球
玉米鬚偶爾會沒辦法順利沿著花穗直直長出莢葉，而是在生長途中不斷在莢葉當中扭曲纏繞，最後造成莢葉突起形成球狀。有兩種可能造成這樣的問題，第一種是莢葉本身太長或是太過緊貼花穗，造成對玉米鬚物理上的限制；另一種則是夜晚氣溫過低所造成。

## 成分
玉米鬚的主要成分為水、碳水化合物、蛋白質、脂質、膳食纖維，並含有巨量元素鈣、鎂、鉀、鈉和微量元素銅、鐵、錳、鋅，以及多酚類化合物、黄酮类化合物。相較成熟玉米的玉米鬚，未成熟玉米的玉米鬚含有較多的水分、蛋白質、脂質、鈣、鎂、多酚類化合物、黃酮類化合物；成熟玉米的玉米鬚則含有較高的鉀、鈉、鐵。

## 歷史
玉米起源自美洲，最早有記載是在明代時傳入中國。許多中醫典籍皆將玉米鬚計入藥材。
明代的《滇南本草 （页面存档备份，存于）》將玉米鬚("玉麥須")記入藥材，記載之功效為暢通泌乳不順的問題。
但中國在二十世紀陸續出版的《貴陽市秘方饋方》，《四川中藥志》《湖北中草藥志》《全國中草藥匯编》中，提到玉米鬚的效果不一。包括利尿消腫，泄熱，平肝，利膽。治腎炎水腫，腳氣，黃疸，肝炎，高血壓，膽囊炎，膽結石，糖尿病，等等的功效。

## 可能功效
對於中國人與美洲原住民，傳統上會用玉米鬚來治療許多疾病，在世界上其他地方如土耳其、美國、法國也都被當作傳統用藥。

### 降血糖
有動物研究顯示，玉米鬚萃取物可以顯著減緩糖尿病小鼠的高血糖症，而該萃取物並非透過增加肝糖或抑制糖質新生來減緩高血糖症，而是透過回復受損β細胞以增進分泌胰島素，最後減緩高血糖。

### 抗氧化
成分中的多酚類與黃酮類化合物——如酚酸、黃烷醇、山酮、山柰酚等——有清除自由基的能力。

### 利尿
玉米鬚能夠使膀胱及輸尿管放鬆，並且降低刺激，增加排尿。

### 抗憂鬱
老鼠實驗證實，玉米鬚成分中的多醣類可能有興奮作用與提高自主神經活性的功能。

### 抗發炎
玉米鬚的乙醇萃取物可作為腫瘤壞死因子-α(TNF)的受體拮抗劑而達到抗發炎的功效。

## 應用
玉米鬚較少入菜，較常見以泡開水或與玉米一同煮湯食用。